# Меморіал Слави (Вінниця)

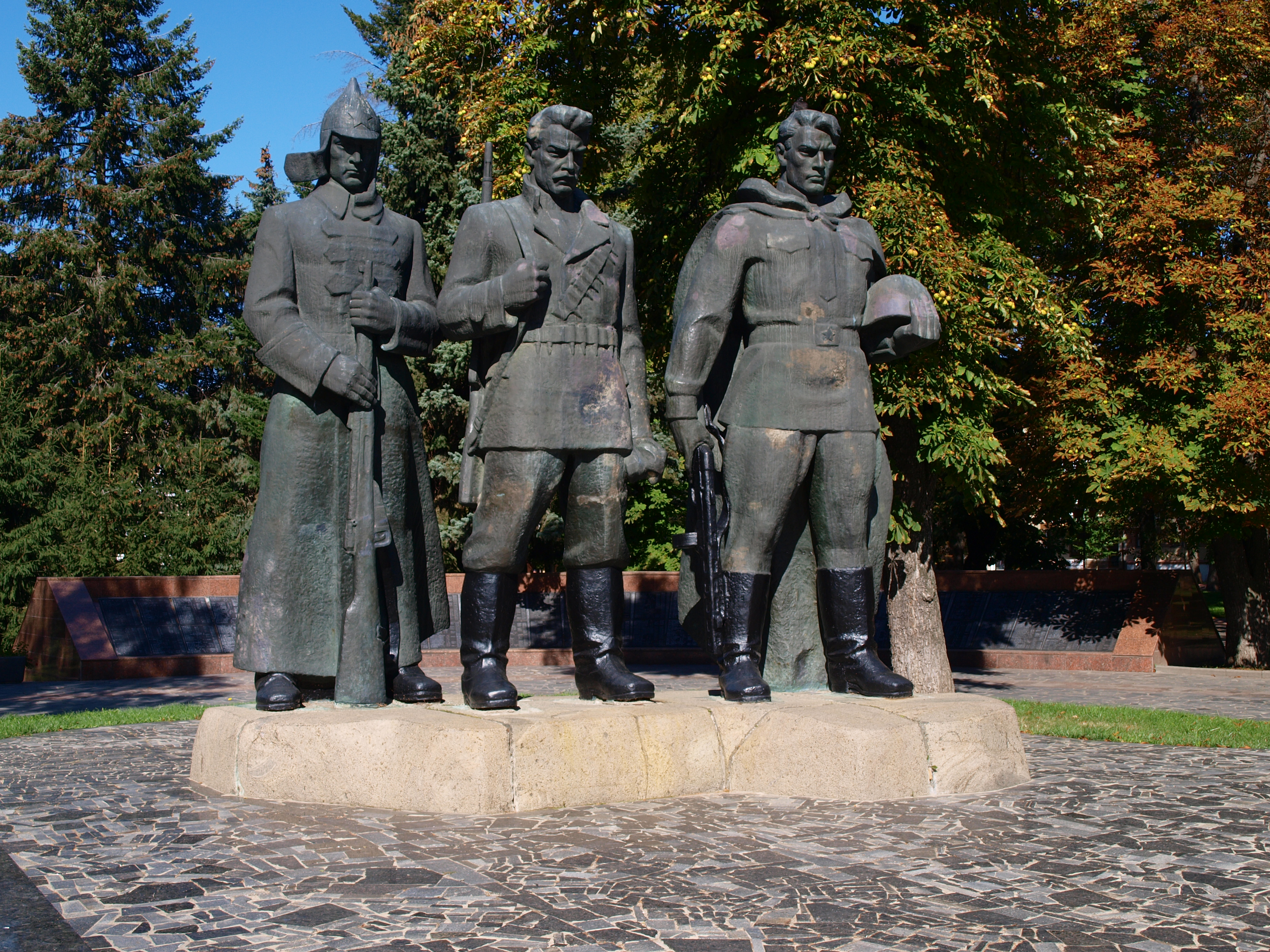
Меморіал у 2020 році (з пофарбованими елементами)

Меморіал Слави ― меморіальний комплекс героям Другої світової війни у Вінниці на Європейській площі. Тут поховано 79 воїнів. А на стелі викарбувані імена 6486 вінничан, які загинули за Батьківщину в 1941-45 роках. Автори — скульптор Я.Куленко та архітектор В.Спусканюк.

## Історія
Меморіал відкрили в 1958 році.

Вигляд меморіалу у 2009

До демонтажу 2022 монумент складався з трьох фігур, що відносяться до різних часів: солдат, боєць з каскою в руках та матрос. Всі чотириметрові фігури були мідними і встановлені на залізобетонному постаменті. Також біля них розташований Вічний вогонь. Завершували комплекс 18 гранітних плит, розташованих біля підніжжя пам'ятника, з висіченими на них іменами солдатів. Поруч з меморіалом знаходяться могили партизанів, полеглих у боротьбі з фашизмом.
5 травня 2022 року пам’ятник демонтували.
У жовтні 2022 головний архітектор Вінниці Євген Совінський заявив про плани оновлення меморіального комплексу.
До 9 травня 2023 року були завершені ремонтні роботи Меморіалу Визволення. Туди перенесли Меморіал Слави з Європейської площі. А саме останки вінничан, загиблих у Другій світовій війні, та таблиці зі стіни пам’яті. На оновлення Меморіалу Визволення витратили понад 10 млн гривень. Підрядником робіт було підприємство «Агропродсоюз».

### Інциденти
28 квітня 2020 року Вінницький відділ поліції повідомили, що в ніч на 26 квітня на площі Європейській пофарбували Меморіальний комплекс Слави. Хтось пофарбував елементи, а саме чоботи та зброю, монументу Невідомим солдатам чорною фарбою. Розпочали кримінальне провадження, згідно другої частини статті 297 Кримінального кодексу України за осквернення або руйнування братської могили чи могили Невідомого солдата передбачено покарання до 5 років позбавлення волі.
Директор «Вінницязеленбуд» Ігор Любовський заявив, що на території посилили охорону та додали камери відеоспостереження. Відчищати свіжу фарбу не стали.

## Галерея
|                  |
| Вигляд меморіалу |

|      |
| Знак |

|               |
| Вічний вогонь |

|                             |
| Плити з прізвищами загиблих |

|                             |
| Плити з прізвищами загиблих |

|                             |
| Плити з прізвищами загиблих |